# Margot Leonard
Margot Leonard

Link zum Bild

Margot Schnell (* 2. Oktober 1927 als Margot Löbel in Chemnitz; † 3. September 2014) war eine deutsche Schauspielerin. Sie zählte unter dem Namen Margot Leonard jahrzehntelang zu den gefragtesten Synchronsprecherinnen, unter anderem als deutsche Standardstimme von Marilyn Monroe und Brigitte Bardot.

## Leben
Margot Leonard erhielt ihre erste Filmrolle bereits 1949 in Man spielt nicht mit der Liebe. In den 1950er Jahren war sie eine vielbeschäftigte Darstellerin im Film und in frühen Fernsehproduktionen. Daneben spielte sie in Berlin Theater. Ab den 1950er-Jahren war Leonard umfangreich in der Synchronisation tätig, weswegen ihre Auftritte in Film und Fernsehen immer seltener wurden. Einem breiteren Publikum dürfte sie vor allem durch ihre Rolle als Elfriede Zerfass in der ARD-Serie Moselbrück bekannt sein.
Leonard gehörte jahrzehntelang zu den meistbeschäftigten Synchronsprecherinnen und war die deutsche Standardstimme mehrerer internationaler Stars. Sie wurde ein Jahrzehnt lang – zwischen 1952 und 1961 – als kongeniale Sprecherin von Marilyn Monroe besetzt und sprach die Schauspielerin unter anderem in Klassikern wie Blondinen bevorzugt, Manche mögen’s heiß, Das verflixte 7. Jahr, Niagara oder Wie angelt man sich einen Millionär?. Zwischen 1955 und 1971 synchronisierte Leonard in 15 Filmen die französische Schauspielerin Brigitte Bardot, darunter in Mit den Waffen einer Frau, Und immer lockt das Weib sowie Viva Maria!. Zwischen 1949 und 1966 lieh Leonard in elf Filmen Janet Leigh die Stimme, darunter in Scaramouche, der galante Marquis und Psycho. Ebenfalls regelmäßig sprach sie Kim Novak, etwa in Meine Braut ist übersinnlich und Der Mann mit dem goldenen Arm.
Des Weiteren lieh sie ihre Stimme zahlreichen bekannten Kolleginnen wie Katharine Hepburn in Leoparden küßt man nicht, Judy Garland in Der Zauberer von Oz, Grace Kelly in Zwölf Uhr mittags, Gina Lollobrigida in Die Schönen der Nacht, Vera Miles in Der Schwarze Falke, Julie Harris in Jenseits von Eden, Glynis Johns in Der Hofnarr, Mylène Demongeot in den Fantomas-Filmen, Natalie Wood in … denn sie wissen nicht, was sie tun sowie Carroll Baker in Weites Land und Cheyenne. Diana Rigg sprach sie im James-Bond-Film Im Geheimdienst Ihrer Majestät sowie in der Fernsehserie Mit Schirm, Charme und Melone. Im 3. James-Bond-Film Goldfinger synchronisierte sie Honor Blackman in der Rolle der Pussy Galore und im 4. James-Bond-Film Feuerball Luciana Paluzzi in der Rolle der Fiona Volpe. In einer weiteren Fernsehserie sprach sie Ros Drinkwater in der Rolle der Steve Temple in Paul Temple. 
Darüber hinaus kannte man sie von vielen Hörspielproduktionen, wie 1967 aus dem letzten Paul-Temple-Mehrteiler als Steve Temple, nämlich in Paul Temple und der Fall Alex von Francis Durbridge. Zu ihren Partnern gehörten Paul Klinger als Paul Temple sowie Ernst Hilbich, Kurt Lieck und Gerd Baltus. 1972 sprach sie in der WDR-Adaption von Robbi, Tobbi und das Fliewatüüt Nessi, das Ungeheuer von Loch Ness.

### Privates
In den 1950er- und frühen 1960er-Jahren war Margot Leonard mit dem Maler Ferry Ahrlé (1924–2018) verheiratet. In den 1990er-Jahren zog sie sich aus dem Berufsleben zurück und lebte seitdem mit ihrem zweiten Ehemann, dem Hörspielregisseur Raoul Wolfgang Schnell (1914–2003) am Lago Maggiore in Italien. Margot Leonards ältere Schwester war die Schauspielerin Bruni Löbel, ihr Schwager war der Schauspieler und Synchronsprecher Holger Hagen.
Wie erst einige Jahre später öffentlich bekannt wurde, starb Margot Leonard 2014 im Alter von 86 Jahren. Sie wurde auf dem Friedhof der Gemeinde Tronzano Lago Maggiore in einem gemeinsamen Grab mit ihrem Mann bestattet.

## Namensvarianten
In der fachlichen Literatur und einigen Adressbucheinträgen lassen sich verschiedene Varianten ihres Namens finden. So finden sich die Schreibungen Margot Leonhard und Margot Leonhard-Löbel sowie, die auf ihre Ehen zurückzuführenden Namensvarianten Margot Leonhard-Ahrlé, Margot Ahrlé und Margot Leonard-Schnell. 

## Film und Fernsehen (Auswahl)

### Als Schauspielerin
- 1949: Man spielt nicht mit der Liebe
- 1950: Insel ohne Moral
- 1954: Par ordre du tsar
- 1954: Ungarische Rhapsodie
- 1955: Der 20. Juli
- 1963: Sessel am Kamin
- 1964: Amouren
- 1964: Kommissar Freytag – Feuer, Wasser, Kohle Fernsehserie
- 1965: Olivia
- 1966: Hurra – Ein Junge!
- 1966: Sie schreiben mit – Der dumme August Fernsehserie
- 1967: Familie Hansen – Die unbewältigte Bootsfahrt Fernsehserie
- 1967: Fernfahrer – Der Steinbruch Fernsehserie
- 1967: Fernfahrer – Der Spezialtransport Fernsehserie
- 1969: La Felicita…
- 1972: Im Namen der Freiheit
- 1973: Frühbesprechung – Allein in München Fernsehserie
- 1973: Elefantenjunge (Elefanten-Boy) – Die Spieler Fernsehserie
- 1973: Elefantenjunge – Die große Chance Fernsehserie
- 1973: Du Land der Liebe
- 1974: Telerop 2009 – Es ist noch was zu retten – Rohstoffe ausverkauft Fernsehserie
- 1974: Tatort: Gefährliche Wanzen
- 1975: Erziehung durch Dienstmädchen
- 1975: Die letzten Ferien
- 1976: Tatort: Wohnheim Westendstraße
- 1977: Ein Haus für uns – Jugenderholungsheim – Aus der Familie der Panzerechsen Fernsehserie
- 1977: Ein Haus für uns – Jugenderholungsheim – Die Insel Fernsehserie
- 1978: Magere Zeiten Fernsehserie
- 1981–1985: Goldene Zeiten – Bittere Zeiten Fernsehserie
- 1987–1993: Moselbrück Fernsehserie

### Als Synchronsprecherin (Auswahl)
Marilyn Monroe
- 1952: Versuchung auf 809 als „Nell Forbes“ Synchronisation 1953, Fassung verschollen
- 1953: Blondinen bevorzugt als „Lorelei Lee“
- 1959: Manche mögen’s heiß als „Sugar Kane“

Brigitte Bardot
- 1955: Das große Manöver als „Lucie“
- 1961: Privatleben als „Jill“
- 1971: Petroleum-Miezen als „Louise“

Diana Rigg
- Mit Schirm, Charme und Melone als „Emma Peel“ (1. Stimme (ZDF))
- 1969: James Bond 007 – Im Geheimdienst Ihrer Majestät als „Tracy“

#### Filme
- 1932: Für Bette Davis in 20.000 Jahre in Sing Sing als „Fay Wilson“ Synchronisation 1971
- 1939: Für Ann Rutherford in Vom Winde verweht als „Careen O’Hara“ Synchronisation 1953
- 1939: Für Judy Garland in Der Zauberer von Oz als „Dorothy Gale“ Synchronisation 1951[7]
- 1949: Für Janet Leigh in Das Schicksal der Irene Forsyte als „Julia Forsyte“
- 1953: Für Doris Day in Schwere Colts in zarter Hand als „Calamity Jane“
- 1955: Für Glynis Johns in Der Hofnarr als „Jungfer Jean“
- 1956: Für Mamie Van Doren in Noch heute sollst du hängen als „Ellen Ballard“
- 1956: Für Julie Harris in Jenseits von Eden als „Abra“
- 1957: Für Joan Taylor in Die Bestie aus dem Weltenraum als „Marisa Leonardo“
- 1960: Für Janet Leigh in Psycho als "Marion Crane"
- 1961: Für Daliah Lavi in Im Stahlnetz des Dr. Mabuse als „Maria Sabrehm“
- 1964: Für Tippi Hedren in Marnie als „Marnie Edgar“
- 1964: Für Elke Sommer in Unter Geiern als „Miss Annie Dillmann“
- 1966: Für Julie Christie in Fahrenheit 451 als „Clarisse / Linda Montag“
- 1972: Robbi, Tobbi und das Fliewatüüt als „Nessi“
- 1976: Für Laura Betti in 1900 als „Regina“
- 1980: Für Susannah York in Das Erwachen der Sphinx als „Jane Turner“
- 1994: Für Pauline Collins in Mutters Courage als „Elsa Tabori“

#### Serien
- Für Ros Drinkwater in Paul Temple als „Steve Temple“

## Hörspiele (Auswahl)
- 1961: Philip Levene: Der Augenzeuge – Regie: Heinz-Otto Müller (Hessischer Rundfunk)[8]
- 1998: Sandra Kellein: Kreuzfahrten, Seiltänze – Regie: Annette Kurth (SWR)[9]